# Johannes Groschupf
Johannes Groschupf (* 22. August 1963 in Braunschweig) ist ein deutscher Schriftsteller und Journalist.

## Leben
Johannes Groschupf wuchs in Lüneburg als Sohn des Richters Otto Groschupf auf. Bereits als Teenager dachte er sich Mordgeschichten über die Nachbarschaft seines Elternhauses aus. Später schrieb er Gedichte. Er studierte Germanistik, Amerikanistik und Publizistik in Berlin an der Freien Universität. Er arbeitete zunächst lediglich als freier Tourismus-Journalist für verschiedene Zeitungen. 1994 überlebte Groschupf im Rahmen einer Dienstreise ins südliche Algerien einen Hubschrauberabsturz, bei dem er schwerste Verbrennungen erlitt und knapp überlebte. Aus dieser Erfahrung verfasste er 1998 das Radio-Feature Der Absturz, für das er 1999 den Robert-Geisendörfer-Preis erhielt.
Nach langwieriger Genesung konnte Groschupf nicht mehr in seinen Beruf zurückkehren und übte zunächst Gelegenheitsjobs aus.
Seit 1999 tritt er als Schriftsteller in Erscheinung. Er veröffentlichte vorwiegend Romane, insbesondere Kriminalromane. Für diese wurde er mehrfach ausgezeichnet.
Er hat einen erwachsenen Sohn, eine erwachsene Tochter und lebt mit diesen in Berlin-Kreuzberg.

## Werke

### Radio-Dokumentation
- 1998: Der Absturz, NDR

### Bücher
(Quelle: )
- Gebrauchsanweisung für Neukölln. Labyrinth-Verlag, Berlin 1988.
- Zu weit Draußen. Roman. Eichborn, Frankfurt am Main 2006.
- Hinterhofhelden. Krimi. Eichborn, Frankfurt am Main 2009.
- Lost Places. Jugendroman. Oetinger, Hamburg 2013.
- Der Zorn des Lammes. Jugendroman. Oetinger, Hamburg 2014.
- Das Lächeln des Panthers. Jugendroman. Oetinger, Hamburg 2015.
- Lost Girl. Jugendroman. Oetinger, Hamburg 2017.
- Lost Boy. Jugendroman. Oetinger, Hamburg 2017.
- Berlin Prepper. Krimi. Suhrkamp, Berlin 2019.
- Mein Skelett und ich. Essay. 2021.
- Berlin Heat. Krimi. Suhrkamp, Frankfurt Berlin 2021.
- Die Stunde der Hyänen. Krimi. Suhrkamp, Berlin 2022.
- Skin City. Thriller. Suhrkamp, Berlin 2024.

## Auszeichnungen
- 1999: Robert-Geisendörfer-Preis für das NDR-Feature "Der Absturz"
- 2019: Deutscher Krimipreis, Kategorie deutschsprachig für "Berlin Prepper"
- 2020: Politikkrimipreis der Heinrich Böll Stiftung Baden-Württemberg
- 2022: Berliner Krimipreis "Krimifuchs"
- 2022: Deutscher Krimipreis, Kategorie deutschsprachig für "Die Stunde der Hyänen"[7]